# أندري كوفالينكو
أندري كوفالينكو (بالروسية: Андрей Валерьевич Коваленко)‏ هو لاعب كرة قدم بيلاروسي في مركز الوسط، ولد في 20 مارس 1970 في غوميل في بيلاروس. شارك مع منتخب بيلاروس لكرة القدم. أما مع النوادي، فقد لعب مع أرسنال تولا ودينامو ستافروبول وروبين قازان وروتور فولغوغراد ولوخ إينيرجيا فلاديفوستوك ونادي أحمد غروزني ونادي بلشينا بوبرويسك ونادي روستوف ونادي غوميل ونادي كوبان كراسنودار.

## وصلات خارجية
- أندري كوفالينكو على موقع قاعدة بيانات كرة القدم.إي يو (الإنجليزية)
- أندري كوفالينكو على موقع ناشيونال فوتبول تيمز (الإنجليزية)